# Turnen op de Olympische Zomerspelen 1960
Turnen is een van de sporten die beoefend werden tijdens de Olympische Zomerspelen 1960 in Rome.

## Heren

### team
| rang   | sporter(s) | land | punten |
| ------ | --- | ---- | ------ |
| Goud   | Takashi Ono Shuji Tsurumi Yukio Endo Masao Takemoto Nobuyuki Aihara Takashi Mitsukuri                          | JPN  | 575.20 |
| Zilver | Boris Sjachlin Joeri Titov Albert Azarjan Vladimir Portnoi Nikolai Miligoelo Valeri Kerdemilidi                | URS  | 572.70 |
| Brons  | Franco Menichelli Giovanni Carminucci Angelo Vicardi Pasquale Carminucci Orlando Polmonari Gianfranco Marzolla | ITA  | 559.05 |
| 4      | Ferdinand Daniš Jaroslav Šťastný Jaroslav Bím Pavel Gajdoš Josef Trmal Ladislav Pazdera                        | TCH  | 557.15 |
| 5      | Larry Banner John Beckner Donald Tonry Abraham Grossfeld Frederick Orlofsky Garland O'Quinn                    | USA  | 555.20 |
| 6      | Otto Kestola Eugen Ekman Olavi Leimuvirta Kauko Heikkinen Raimo Heinonen Sakari Olkkonen                       | FIN  | 554.45 |
| 7      | Günter Lyhs Siegfried Fülle Erwin Koppe Günter Nachtigall Karlheinz Friedrich Philipp Fürst                    | EUA  | 553.35 |
| 8      | Ernest Fivian Max Benker Fritz Feuz André Brüllmann Hans Schwarzentruber Edy Thomi                             | SUI  | 551.45 |

### individuele meerkamp
| rang           | sporter(s)      | land   | punten |
| -------------- | --------------- | ------ | ------ |
| Goud           | Boris Sjachlin  | URS    | 115.95 |
| Zilver         | Takashi Ono     | JPN    | 115.90 |
| Brons          | Joeri Titov     | URS    | 115.60 |
| 4              | Shuji Tsurumi   | JPN    | 114.55 |
|                | Yukio Endo      | JPN    | 114.45 |
| Masao Takemoto | JPN             | 114.45 |        |
| 7              | Nobuyuki Aihara | JPN    | 114.40 |
| 8              | Miroslav Cerar  | YUG    | 114.25 |

### vloer
| rang   | sporter(s)        | land | punten |
| ------ | ----------------- | ---- | ------ |
| Goud   | Nobuyuki Aihara   | JPN  | 19.450 |
| Zilver | Joeri Titov       | URS  | 19.325 |
| Brons  | Franco Menichelli | ITA  | 19.275 |
| 4      | Takashi Mitsukuri | JPN  | 19.200 |
| 4      | Takashi Ono       | JPN  | 19.200 |
| 6      | Jaroslav Šťastný  | TCH  | 19.050 |

### paard voltige
| rang  | sporter(s)        | land | punten |
| ----- | ----------------- | ---- | ------ |
| Goud  | Eugen Ekman       | FIN  | 19.375 |
| Goud  | Boris Sjachlin    | URS  | 19.375 |
| Brons | Shuji Tsurumi     | JPN  | 19.150 |
| 4     | Takashi Mitsukuri | JPN  | 19.125 |
| 5     | Joeri Titov       | URS  | 18.950 |
| 6     | Takashi Ono       | JPN  | 18.525 |

### ringen
| rang   | sporter(s)      | land | punten |
| ------ | --------------- | ---- | ------ |
| Goud   | Albert Azarjan  | URS  | 19.725 |
| Zilver | Boris Sjachlin  | URS  | 19.500 |
| Brons  | Velik Kapsazov  | BUL  | 19.425 |
| Brons  | Takashi Ono     | JPN  | 19.425 |
| 5      | Nobuyuki Aihara | JPN  | 19.400 |
| 6      | Joeri Titov     | URS  | 19.275 |

### sprong
| rang  | sporter(s)       | land | punten |
| ----- | ---------------- | ---- | ------ |
| Goud  | Takashi Ono      | JPN  | 19.350 |
| Goud  | Boris Sjachlin   | URS  | 19.350 |
| Brons | Vladimir Portnoi | URS  | 19.225 |
| 4     | Joeri Titov      | URS  | 19.200 |
| 5     | Yukio Endo       | JPN  | 19.175 |
| 6     | Shuji Tsurumi    | JPN  | 19.150 |

### brug
| rang   | sporter(s)          | land | punten |
| ------ | ------------------- | ---- | ------ |
| Goud   | Boris Sjachlin      | URS  | 19.400 |
| Zilver | Giovanni Carminucci | ITA  | 19.375 |
| Brons  | Takashi Ono         | JPN  | 19.350 |
| 4      | Nobuyuki Aihara     | JPN  | 19.275 |
| 5      | Joeri Titov         | URS  | 19.200 |
| 6      | Masao Takemoto      | JPN  | 19.125 |

### rekstok
| rang   | sporter(s)     | land | punten |
| ------ | -------------- | ---- | ------ |
| Goud   | Takashi Ono    | JPN  | 19.600 |
| Zilver | Masao Takemoto | JPN  | 19.525 |
| Brons  | Boris Sjachlin | URS  | 19.475 |
| 4      | Yukio Endo     | JPN  | 19.425 |
| 5      | Miroslav Cerar | YUG  | 19.400 |
| 5      | Joeri Titov    | URS  | 19.400 |

## Dames

### team
| rang   | sporter(s)                                                                                            | land | punten  |
| ------ | --- | ---- | ------- |
| Goud   | Larissa Latynina Sofia Moeratova Polina Astakhova Margarita Nikolajeva Lidia Ivanova Tamara Ljoechina | URS  | 382320  |
| Zilver | Věra Čáslavská Eva Bosáková Ludmila Švédová Adolfina Tačová Matylda Matoušková Hana Růžičková         | TCH  | 373323  |
| Brons  | Sonia Inovan Elena Leuştean Emilia Liţă Atanasia Ionescu Uta Poreceanu Elena Niculescu                | ROU  | 372053  |
| 4      | Keiko Ikeda Kiyoko Ono Kimiko Tsukada Toshiko Shirasu Ginko Abukawa Kazuko Sogabe                     | JPN  | 371.422 |
| 5      | Natalia Kot Danuta Nowak-Stachow Barbara Eustachiewicz Eryka Mondry Gizela Niedurna Brygida Dziuba    | POL  | 368.620 |
| 6      | Ingrid Föst Roselore Sonntag Ute Starke Gretel Schiener Renate Schneider Karin Boldemann              | EUA  | 367.754 |
| 7      | Judit Füle Anikó Ducza Klára Förstner Katalin Müller Olga Tass Mária Bencsik                          | HUN  | 367.054 |
| 8      | Raina Grigorova Ivanka Doldzjeva Saltirka Tarpova Tsvetana Rangelova Jelisaveta Mileva Stanka Pavlova | BUL  | 364.920 |

### individuele meerkamp
| rang   | sporter(s)           | land | punten |
| ------ | -------------------- | ---- | ------ |
| Goud   | Larissa Latynina     | URS  | 77.031 |
| Zilver | Sofia Moeratova      | URS  | 76.696 |
| Brons  | Polina Astakhova     | URS  | 76.164 |
| 4      | Margarita Nikolajeva | URS  | 75.831 |
| 5      | Sonia Inovan         | ROU  | 75.797 |
| 6      | Keiko Ikeda          | JPN  | 75.696 |
| 7      | Lidia Ivanova        | URS  | 75.431 |
| 8      | Věra Čáslavská       | TCH  | 75.298 |

### sprong
| rang   | sporter(s)           | land | punten |
| ------ | -------------------- | ---- | ------ |
| Goud   | Margarita Nikolajeva | URS  | 19.316 |
| Zilver | Sofia Moeratova      | URS  | 19.049 |
| Brons  | Larissa Latynina     | URS  | 19.016 |
| 4      | Adolfina Tačová      | TCH  | 18.783 |
| 5      | Sonia Inovan         | ROU  | 18.766 |
| 6      | Polina Astakhova     | URS  | 18.716 |

### brug met ongelijke leggers
| rang   | sporter(s)       | land | punten |
| ------ | ---------------- | ---- | ------ |
| Goud   | Polina Astakhova | URS  | 19.616 |
| Zilver | Larissa Latynina | URS  | 19.416 |
| Brons  | Tamara Ljoechina | URS  | 19.399 |
| 4      | Sofia Moeratova  | URS  | 19.382 |
| 5      | Keiko Ikeda      | JPN  | 19.333 |
| 6      | Sonia Inovan     | ROU  | 19.099 |

### evenwichtsbalk
| rang   | sporter(s)           | land | punten |
| ------ | -------------------- | ---- | ------ |
| Goud   | Eva Bosáková         | TCH  | 19.283 |
| Zilver | Larissa Latynina     | URS  | 19.233 |
| Brons  | Sofia Moeratova      | URS  | 19.232 |
| 4      | Margarita Nikolajeva | URS  | 19.183 |
| 5      | Keiko Ikeda          | JPN  | 19.132 |
| 6      | Věra Čáslavská       | TCH  | 19.083 |

### vloer
| rang   | sporter(s)       | land | punten |
| ------ | ---------------- | ---- | ------ |
| Goud   | Larissa Latynina | URS  | 19.583 |
| Zilver | Polina Astakhova | URS  | 19.532 |
| Brons  | Tamara Ljoechina | URS  | 19.449 |
| 4      | Eva Bosáková     | TCH  | 19.383 |
| 5      | Sofia Moeratova  | URS  | 19.349 |
| 6      | Sonia Inovan     | ROU  | 19.232 |

## Medaillespiegel
| rang   | land              | goud | zilver | brons | totaal |
| ------ | ----------------- | ---- | ------ | ----- | ------ |
| 1      | Sovjet-Unie       | 10   | 8      | 8     | 26     |
| 2      | Japan             | 4    | 2      | 3     | 9      |
| 3      | Tsjecho-Slowakije | 1    | 1      | 0     | 2      |
| 4      | Finland           | 1    | 0      | 0     | 1      |
| 5      | Italië            | 0    | 1      | 2     | 3      |
| 6      | Bulgarije         | 0    | 0      | 1     | 1      |
| 6      | Roemenië          | 0    | 0      | 1     | 1      |
| totaal | totaal            | 16   | 12     | 15    | 43     |